# ジプロフィリン
ジプロフィリン（Diprophylline）またはダイフィリン（Dyphylline）はキサンチン誘導体の一つであり、気管支拡張作用および血管拡張作用を有する。気管支喘息等の呼吸器疾患や心原性呼吸困難、気管支炎の治療に使われる。アデノシン受容体阻害薬ならびにホスホジエステラーゼ阻害薬として作用する。

## 効能・効果
日本で単剤で承認されている効能・効果は、「気管支喘息」、「喘息性(様)気管支炎」、「鬱血性心不全」である。重大な副作用として、ショック（頻度不明）が起こることがある。
ジフェンヒドラミンとの合剤は、動揺病またはメニエール症候群の治療薬として用いられる。